# جالیکلا
جالیکلا، روستایی است از توابع بخش دابودشت شهرستان آمل در استان مازندران ایران.
روستای جالی‌کلا از توابع شهرستان آمل و شهر دابودشت دارای جمعیت ۹۵ (تا سال ۹۰)خانوار می‌باشد
این روستا از نظر موقعیت جغرافیایی بین محدوده شهرستان‌های آمل، بابل و بابلسر است.
این روستا جزء روستاهای تاریخی آمل به‌شمار می اید.طبق گفته‌ها و شواهد محلی تاریخ این روستا به هفتصد تا سه هزار سال پیش می سد.
اما تپه ی باستانی که در روستا وجود دارد و مورد بی‌مهری میراث فرهنگی قرار گرفته و مورد هجوم برخی سود جویان قرار گرفته بود، یکی دو سالی است که خود مردم از آن محافظت می‌کنند.
طبق گفته‌های اهالی ساکنین اولیه جالی‌کلا از جمله جالَوی‌ها به خاطر قحطی یا بیماری اینجا 
را ترک گفته اند و ساکنین جدید جالی‌کلا از بندپی بابل و منطقه ی فریدونکنار به اینجا آمده‌اند.این گفته قابل اثبات است چون بعضی از خانواده های این روستا دارای نام خانوادگی با پسوند مَلکشاه هستند که نشان اقوام بند پی تا سوادکوه است.
.گفته اند در گذشته این روستا دارای قلعه مرکزی (تپه ی تاریخی این گفته را صدق میکند) و دو برج دیدبانی در ورودی و دیوار و در میان آن روستا قرار داشت. از جمله دارای امکاناتی مانند چاپار خانه و تجارت خانه بوده‌است. و بزرگترین و از مهمترین بخش‌های این منطقه بوده‌است.
این روستا از شمال به روستای جزین (محدوده جنگل که جزء بابلسر است)، از جنوب به موزیکتی سفلی، از غرب به غیاث‌کلا، و از شرق به روستای اسب شور پی(به معنی محل و راه عبور اسب)که جزء شهرستان بابل است، میرسد.
خانواده‌های کنونی ساکن روستا عبارتند از:علیزاده، مسعودی،
رضوی، جعفری، محمدی، رسولی ملکشاه، فرجی ملکشاه،، رحمانی نیا ملکشاه، رحیمی میان دسته، غلامی ۱، غلامی ۲، غلامی ۳، رضا قلا زاده کریمی، کریمی نیا، کریمی، راه خفته، رودگری، آرش، سیفی،
طیبی، حسینی، جال
نوشته زیر برگرفته از دلنوشته‌های یک روستا از محمد غیاثی ساکن روستای غیاث‌کلا است:
حدود 180 سال پیش ، مکانی بودم سرسبز و پوشیده ازجنگل ، با تالابها و آبگیرهایی بسیار وسیع که درختان جنگلی و گیاهان آب روی ، در آن به صورت انبوه روئیده بوده‌اند .
در جاهای مرتفع‌تر که آب آنجا را فرا نمیگرفت جنگلی متراکم از درختان وجود داشت و قطعه زمینهایی به‌شکل پُشته که حکایت از مسکونی بودن‌شان در زمان‌های بسیار دور بوده‌است در آن بچشم میخورد .
در گوشه‌ای از خاک من ، فردی به نام غیاث (میرزاغیاث ، بابا غیاث) با برادر و فرزندان خود ، زندگی میکرد .
بابا غیاث خود مهاجر بود . احتمالاً او به قصد سکونت و اشتغال به کار در جالیکلا ، از اسپاهی روانه آنجا شد امّا چون در جالیکلا مزرعه و مکان مسکونی مناسبی عایدش نشد ، ناگزیر جنگلی که در شمالغربی جالیکلا قرار داشت را ، مکان مساعدی برای امرارمعاش و سکونت خویش انتخاب نمود و در آن پناه گرفت . و هرگز تصوّر اینکه روزی همین مکان تبدیل به روستایی به نام وی شود ، به ذهنش هم خطور نمیکرد .
از آنجا که وی با خانواده اش از ساکنین انحصاری این جنگل پرت بودند لذا از هزحیث وابسته به جالیکلا بوده و برای دستیابی به سایر مکانها به آنجا تردّد داشتند .
جالیکلا روستایی بود پهناور ، و بسیار آباد و دارای جالیزها و مزارع بسیار که محصولات آن اعم از سبزیجات و صیفی‌جات و برنج . به بازار بارفروش (بابل قدیم) سرازیر میشد .
اهالی جالیکلا بیشتر از تیرۀ جالها بودند و گفته شده‌است که اجدادشان از زارعین سرزمین آباد ری بوده و جهت توسعه پیشهٔ خود به سرزمین آباد و مستعد جالیکلا ، مهاجرت نموده و سبب عمران و آبادانی بیشتر آنجا شدند .
جالیکلا دارای تپه‌های( کتی)مرتفع بود که بعضاً درجوار رودخانه بزرگ "پلنگ‌واز" ادامه داشته و بر بالای بلندترین و بزرگترین تپه‌اش ، قلعه‌ای(قلاکتی) وجود داشت . در دامنه تپه‌ها ، خانه‌های اهالی بنا شده بود و جاهای کم ارتفاع‌تر این سرزمین نیز ، مزارع را تشکیل میداد .
جالیکلا روستایی پرجمعیت و وسیع بود . به‌طوری‌که ابتدا تا انتهای آن را نزدیک به یک کیلومتر تخمین میزدند.
اغلب به هنگام طغیان رودخانۀبزرگ ، مزارع تخریب و اهالی دچار خسارت میشدند . لیکن مجدداً آن را بازسازی مینمودند .
یکبار که شدّت طغیان آب از حدّ تخریب مزارع گذشت و اماکن و بناها را ویران واهالی را آواره نمود دیگر از جالیکلا اثری باقی نگذاشت .
با ویران شدن جالیکلا ، بزرگ خاندان جال (ابراهیم جال) بهمراه فرزندان و منسوبین دیگر راهی دیار من شدند و در جوار بابا غیاث اسکان یافتند .
همزمان با او محمّد سلطان(فرزنداحمدسلطان) ملقّب به خرقه‌پوش نیز با فرزندان خویش به خاک من پای گذاشت .
با ورود این دو تیره به دیار من و سکونت آن‌ها در خاک من ، هنوز تعداد خانوارهای من به 10 نرسیده بود که به اعتبار سکونت باباغیاث نام غیاثکلا را برای من ، برگزیدند .
بدون شک اگر وسعت من بقدری بود که بتواند دیگر اهالی جالیکلا را در خود اسکان دهد ، ایل جالها نام جالیکلا را باخود به سرزمین من آورده و آن را بر من اطلاق میکردند .
لیکن قسمت این بود که نام جالیکلا به صورت ذخیره باقی باشد تا این نام ، توسط مسعودیها مجدداً احیاء شود و نام آن ماندگار شود .

## جمعیت
این روستا در دهستان دابوی میانی قرار دارد و براساس سرشماری مرکز آمار ایران در سال ۱۳۸۵، جمعیت آن ۳۱۱ نفر (۸۱خانوار) بوده‌است.